# Plectrohyla
Plectrohyla är ett släkte av groddjur. Plectrohyla ingår i familjen lövgrodor.

## Dottertaxa tillPlectrohyla, i alfabetisk ordning[1]
- Plectrohyla acanthodes
- Plectrohyla ameibothalame
- Plectrohyla arborescandens
- Plectrohyla avia
- Plectrohyla bistincta
- Plectrohyla calthula
- Plectrohyla calvicollina
- Plectrohyla celata
- Plectrohyla cembra
- Plectrohyla charadricola
- Plectrohyla chryses
- Plectrohyla chrysopleura
- Plectrohyla crassa
- Plectrohyla cyanomma
- Plectrohyla cyclada
- Plectrohyla dasypus
- Plectrohyla ephemera
- Plectrohyla exquisita
- Plectrohyla glandulosa
- Plectrohyla guatemalensis
- Plectrohyla hartwegi
- Plectrohyla hazelae
- Plectrohyla ixil
- Plectrohyla labedactyla
- Plectrohyla lacertosa
- Plectrohyla matudai
- Plectrohyla miahuatlanensis
- Plectrohyla mykter
- Plectrohyla pachyderma
- Plectrohyla pentheter
- Plectrohyla pokomchi
- Plectrohyla psarosema
- Plectrohyla psiloderma
- Plectrohyla pycnochila
- Plectrohyla quecchi
- Plectrohyla robertsorum
- Plectrohyla sabrina
- Plectrohyla sagorum
- Plectrohyla siopela
- Plectrohyla tecunumani
- Plectrohyla teuchestes
- Plectrohyla thorectes